# Simon Niepmann
Simon Niepmann (Lörrach, 2 de agosto de 1985) é um remador suíço, campeão olímpico.

## Carreira
Niepmann competiu nos Jogos Olímpicos de 2012 e 2016. Em Londres integrou a equipe da Suíça do quatro sem peso leve que finalizou em quinto lugar. Quatro anos depois conquistou a medalha de ouro na mesma prova, no Rio de Janeiro.